# Colpo secco
Colpo secco (Slap Shot) è un film del 1977 interpretato da Paul Newman e Michael Ontkean, diretto da George Roy Hill.
Il film, presentato fuori concorso al 30º Festival di Cannes, è tratto da un libro scritto da Nancy Dowd e basato in parte sull'esperienza del fratello Ned Dowd, giocatore nelle serie minori dell'hockey su ghiaccio negli Stati Uniti degli anni settanta, periodo in cui la violenza, particolarmente nelle serie inferiori, era la caratteristica attrattiva del gioco.

## Trama
I Chiefs di Charlestown, squadra immaginaria della Federal League, sono un team perennemente sconfitto e pesantemente indebitato che, a causa della chiusura dell'unica grande fabbrica della città, è destinato a fallire ed essere smantellata alla fine del campionato.
Attraverso una transazione vengono inseriti nell'organico gli Hanson Brothers, tre violenti "goon" dalla mentalità infantile. Reggie Dunlop, il veterano allenatore-giocatore, intuendone gli eccessi e l'inaffidabilità, inizialmente sceglie di non farli giocare ma, in un momento di disperazione e passività, inserisce il brutale trio nel gioco per verificarne le doti agonistiche. I loro forti colpi e il loro stile di gioco estremamente aggressivo, per non dire quasi omicida, vengono fortemente apprezzati dai fan che hanno un disperato bisogno di qualcosa per cui tifare.
Dunlop, vedendo il potenziale di questo stile di gioco, ridisegna la squadra sull'immagine degli Hanson. La maggior parte degli altri giocatori, incluso Dave "Killer" Carlson, condividono la scelta con l'eccezione del giovane e bravo Ned Braden, abituato al gioco pulito e trasparente dei campionati universitari. Nel frattempo la moglie di Braden si rifugia nell'alcool trovando difficile adeguarsi alla vita della compagna di un giocatore di hockey. Troverà un'alleata nella moglie di Dunlop, che ha da tempo lasciato il marito.
Viene inoltre rivelato alla squadra che, come conseguenza della chiusura della fabbrica, quella in corso sarà l'ultima stagione per i Chiefs. In modo da mantenere la squadra motivata Dunlop fa circolare la storia, in realtà una colossale menzogna, che i Chiefs stanno per essere venduti a un compratore della Florida e sono destinati a trasferirsi via da Charlestown. Inoltre Dunlop vuole sapere dall'avaro general manager chi è il proprietario della squadra e, con un ricatto, riesce a scoprirlo. Questi, una donna di mezza età che vive in un quartiere residenziale, rivela che la squadra potrebbe essere venduta, ma non lo sarà in quanto preferisce far fallire la franchigia e grazie a ciò godere di una remissione fiscale.
Tutta la vicenda viene a galla in occasione dell'ultima partita quando i giocatori scoprono che non vi sarà un'altra stagione e in più stanno per giocare la loro ultima gara. Inizialmente decidono unanimemente di giocare una partita pulita, "buon vecchio hockey... come quello di Eddie Shore", battuta ironica dal momento che Eddie Shore fu uno dei giocatori più duri della sua epoca, ma nel frattempo il loro stile di gioco scorretto ha fatto sì che la squadra avversaria, i Syracuse Bulldogs, mettesse assieme il più infame drappello di goon che avessero mai disonorato una pista da hockey. Quando l'arrabbiato manager segnala ai perdenti Chiefs che in tribuna vi sono dei talent scout della National Hockey League (NHL), la partita degenera rapidamente in una rissa furibonda sul ghiaccio.
È al culmine di questo combattimento che Ned Braden, rimasto in panchina, scorge tra la folla sua moglie vestita molto elegantemente e con un'acconciatura alla moda. Pattina allora sino al centro della pista e inizia a spogliarsi della divisa, anche la banda accompagna suonando The stripper. Improvvisamente le squadre cessano quindi di combattere e iniziano a ridere, tutti eccetto il capitano dei Syracuse, Tim "Dr Hook" McCracken, che chiede all'arbitro di fermare Braden. Quando l'arbitro si rifiuta McCracken lo colpisce con un pugno costringendolo a lasciare il campo e regalando il campionato ai Chiefs. La squadra festeggia con una parata intorno alla pista con il trofeo portato da Braden vestito solo con la conchiglia. Viene rivelato durante la parata che Dunlop ha ottenuto un lavoro come allenatore di una nuova squadra, i Minnesota Nighthawks, e intende portare con sé i suoi giocatori.

## Produzione
La pellicola venne girata, e qui vagamente basata, a Johnstown, in Pennsylvania, e vennero utilizzati come comparse diversi giocatori dalla squadra dei Johnstown Jets, la stessa per la quale giocava Dowd. Anche i fratelli Carlson e Dave Hanson giocavano per i Jets nella realtà. Molte scene vennero girate nella Cambria County War Memorial Arena e nella Clinton Arena, la pista dei Clinton Comets, e in altre location a Johnstown. Ironicamente i Johnstown Jets e il campionato di cui facevano parte, la North American Hockey League, fallirono nel 1977, l'anno in cui Colpo secco uscì nelle sale.
In un altro tributo alla popolarità del film, tre vere squadre si chiamano i Chiefs e vestono le stesse divise della finzione filmica: si tratta dei Johnstown Chiefs, che hanno sede anch'essi a Johnstown e il cui nome venne adottato dopo la squadra di Charlestown, i Saint-Jean-sur-Richelieu Chiefs ed i Milano Chiefs.
Il brano Right Back Where We Started From, della cantante inglese Maxine Nightingale, è presente nell'edizione originale del film. Recentemente nei passaggi televisivi è stato rimpiazzato con un brano simile, verosimilmente per problemi di diritti. Tuttavia l'edizione in DVD mantiene l'originale. L'edizione in VHS edita nei primi anni ottanta non contiene nessuno dei titoli sentiti al cinema, ma si tratta in tutti i casi di brani dello stesso stile degli originali ma non gli stessi brani né gli stessi artisti.

### Cast
I tre attori che interpretarono gli Hanson Brothers, Steve Carlson, Jeff Carlson e Dave Hanson, erano veri giocatori di hockey, mentre i Carlson sono fratelli anche nella realtà. Un terzo fratello Carlson, Jack, sarebbe dovuto apparire come il terzo fratello nella finzione cinematografica, mentre Dave Hanson avrebbe dovuto interpretare il personaggio di Dave "Killer" Carlson, che era basato su di lui. Jack Carlson venne chiamato a giocare dagli Edmonton Oilers nei play-off della WHA e quindi non fu più disponibile per la realizzazione del film. Questo fece sì che Dave Hanson prendesse il suo posto.
Paul Newman, dichiarando che imprecava molto poco nella vita reale prima della realizzazione di Colpo secco, nel 1984 dichiarò alla rivista Time: "A volte vi sono degli effetti collaterali dei personaggi. Cose che colpiscono. Da 'Colpo secco' in poi il mio linguaggio sembra uscito dallo spogliatoio!" Ned Dowd, a cui la storia è ispirata, recitò nel ruolo del picchiatore dei Syracuse Ogie Oglethorpe, apparizione che gli permise di iniziare una carriera ad Hollywood come attore e produttore. Inoltre coordinò gli stuntmen nella realizzazione del film.
Il personaggio di Ned Braden, descritto dall'annunciatore della squadra come "un laureato... e un cittadino americano!", due tratti inusuali per un giocatore di una lega minore negli anni settanta, è almeno in parte basato sull'attore Michael Ontkean, una stella della squadra dell'Università del New Hampshire nei tardi anni sessanta. Il personaggio di Reggie Dunlop è in parte basato sull'ex giocatore/allenatore dei Long Island Ducks John Brophy, che viene onorato con l'utilizzo del suo cognome per il personaggio del centro ubriacone degli Hyannisport Presidents. Il personaggio di Ogie Oglethorpe era basato su Bill "Goldie" Goldthorpe, un'enforcer di lunga data delle serie minori.

## Accoglienza
Il critico cinematografico Gene Siskel ha scritto che uno dei suoi più grandi rimpianti è quello di aver recensito il film come mediocre quando uscì nelle sale. Dopo averlo visto diverse volte finì per apprezzarlo sempre di più e quindi lo elencò tra le migliori commedie americane di tutti i tempi.

## Riconoscimenti
- Hochi Film Awards 1977
  - Miglior film straniero a George Roy Hill

## Sequel
Nel 2002 è stato realizzato Slap Shot 2: Breaking the Ice, un sequel destinato al mercato dell'home-video e decisamente deriso dalla critica e Slap Shot 3: Junior League del 2008.

## Impatto culturale
Il film ha avuto un perdurante impatto nella cultura dell'hockey su ghiaccio. Frasi chiave della sceneggiatura vengono spesso citate dal momento che molti termini utilizzati sono entrati nel lessico di questo sport. La sua perdurante popolarità è testimoniata dal fatto che le riproduzioni delle giubbe dei Chiefs sono ancora molto vendute, e che gli Hanson Brothers - i giocatori Steve Carlson, Jeff Carlson e Dave Hanson - hanno realizzato carriere durature portando in giro sé stessi come personaggi della pellicola.
A detta del collettivo di scrittori Wu Ming, la visione di Colpo secco e in particolare il personaggio di Reggie Dunlop avrebbero avuto un ruolo fondamentale nell'ispirare la nascita del Luther Blissett Project, fenomeno di guerriglia culturale, basato sull'identità multipla, che si propagò in molti paesi europei negli anni novanta. La vicenda viene narrata nell'articolo intitolato "Di come Colpo secco ispirò una rivoluzione culturale. Intervista alla Wu Ming Foundation", prima e seconda parte. L'intervistatore è il professor Henry Jenkins, titolare della cattedra di studi comparativi sui media al MIT di Boston.
L'aspetto e i modi degli Hanson Brothers hanno ispirato un gruppo di lottatori di wrestling conosciuto come i Dudley Boyz. Il disegnatore di fumetti e imprenditore - nonché proprietario degli Edmonton Oilers - Todd McFarlane ha realizzato un set di sagome degli Hanson Brothers con le basi di unione somiglianti a una pista da hockey. Gli stessi personaggi del film hanno anche dato il nome agli Hanson Brothers, un progetto parallelo della potentissima punk-rock band canadese NoMeansNo. La serie di videogiochi della EA Sports NHL 98, NHL 99, NHL 2000, NHL 2001, NHL 2002 e NHL 2003 prevede una modalità nella quale è possibile creare due squadre personalizzate, una delle quali, chiamata EA Blades, ha casacche molto simili a quelle degli Chiefs.

## Curiosità
Nella parata finale della squadra di hockey per le vie della città di Charlestown, per quattro volte sullo sfondo delle inquadrature si vede la locandina del film Deep Throat.